# Joseph Greenberg
Joseph Harold Greenberg (Brooklyn, Nova York, 28 de maig de 1915 - 7 de maig de 2001), lingüista estatunidenc, conegut pel seu treball en classificació i tipologia lingüística.

## Biografia
Fill d'emigrants jueus, va estudiar a la Universitat de Colúmbia, on fou alumne de Franz Boas i Ruth Benedict. Es graduà a la Northwestern University de Chicago amb un treball de camp sobre el hausa. El 1940 inicià estudis de postgrau a la Universitat Yale però els va interrompre per a participar en la Segona Guerra Mundial; treballà en criptoanàlisi i participà en el desembarcament a Casablanca.
Després de la guerra fou professor d'antropologia a la Universitat de Minnessotta (1948), on es va familiaritzar amb els treballs de Roman Jakobson i André Martinet, i va introduir l'estructuralisme de l'escola de Praga.
Des del 1962 va treballar en el departament d'antropologia de la Universitat Stanford i les seves contribucions més importants van estar en el camp de la tipologia lingüística i en la cerca d'universals lingüístics; també va proposar una classificació de les llengües d'Àfrica, en quatre unitats filogenètiques, àmpliament acceptada pels africanistes: llengües afroasiàtiques, llengües niloticosaharianes, llengües nigerocongoleses i Llengües khoisànides. Després va substituir les primeres, afroasiàtiques, per la denominació de Llengües hamito-semítiques o Llengües camitosemítiques. També va proposar altres agrupacions més grans para famílies de llengües ja conegudes, denominades actualment macrofamília. A més va postular l'existència d'unes macrofamilias més controvertides com les llengües ameríndies i les llengües euroasiàtiques, en realitat la seva pròpia versió del nostràtic, al que va afegir algunes llengües i va llevar unes altres. Aquestes dues últimes propostes han trobat major oposició, principalment pels mètodes que va emprar per realitzar-los. El seu mètode, una evolució crítica del comparatisme, ho va batejar al principi com comparatisme massiu, i després ho va denominar comparatisme multilateral.

## Crítiques
Va ser un lingüista controvertit, especialitzat en lingüística històrica i famós per agrupar les llengües en grans grups (macrofamília) a partir d'un mètode de comparació massiu basat en el lèxic: si es detecten similaritats entre paraules de vocabulari bàsic, vol dir que les dues llengües estan relacionades genèticament o que s'ha produït un manlleu. Els seus detractors l'acusen de poc científic, per no usar les regles generals de l'evolució lingüística que afecten no solament el vocabulari d'un idioma, sinó la seva gramàtica sencera (i que tenen gran base en la fonètica).
El comparatisme clàssic no pot establir hipòtesis més enllà dels 10000 anys d'antiguitat, mentre que Greenberg es remunta més enllà, argumentant que les lleis fonètiques s'han de supeditar a les semblances evidents entre paraules (per als seus crítics la qüestió és determinar què és una semblança evident i on són els límits).

## Obres
- 1963. "Some universals of grammar with particular reference to the order of meaningful elements," en Universals of Language, páginas 73 a 113. Cambridge: MIT Press.
- 1966. The Languages of Africa. Bloomington: Indiana University Press.
- 1987. Language in the Americas. Stanford: Stanford University Press.
- 2000. Indo-European and Its Closest Relatives: The Eurasiatic Language Family. Volume I: Grammar. Stanford: Stanford University Press.
- 2002. Indo-European and Its Closest Relatives: The Eurasiatic Language Family. Volume II: Lexicon. Stanford: Stanford University Press.
- 2005. Genetic Linguistics: Essays on Theory and Method, edited by William Croft. Oxford: Oxford University Press.